# Unteraschau (Neunburg vorm Wald)
Unteraschau ist ein Ortsteil der Stadt  Neunburg vorm Wald im Landkreis Schwandorf in Bayern.

## Geographie
Unteraschau liegt circa einen Kilometer nördlich von Neunburg vorm Wald an der Ascha, die etwas weiter südwestlich in die Schwarzach mündet.
Am westlichen Rand von Unteraschau verläuft die Staatsstraße 2398, die Neunburg vorm Wald mit Oberviechtach und der B 22 verbindet.

## Geschichte
Der Name Unteraschau leitet sich vom Fluss Ascha ab.
Dabei bezieht sich das „Unter-“ darauf, dass sowohl Mitter- als auch Oberaschau näher zur Quelle der Ascha liegen als Unteraschau.
1273 wurde Unteraschau erstmals als „Nidern Ascha“ urkundlich erwähnt.
Unteraschau wurde 1283 mit drei Höfen und einer Mühle aufgeführt.
Ruhland der Göttlinger, der zu dieser Zeit Richter und Kastner zu Waldmünchen und Schwarzenburg war, fällte 1305 einen Richterspruch über den Zehnt aus drei Höfen von Unteraschach, die zum Besitz des Klosters Schönthal gehörten und deren Zehnt Adelhaid von Niwnburg (= Neunburg) auf Lebenszeit zustand.
Am 23. März 1913 war Unteraschau Teil der Pfarrei Neunburg vorm Wald, bestand aus zwölf Häusern und zählte 72 Einwohner.
Am 31. Dezember 1990 hatte Unteraschau 52 Einwohner und gehörte zur Pfarrei Neunburg vorm Wald.